# Douglas Stuart, 20. Earl of Moray
Douglas John Moray Stuart, 20. Earl of Moray (* 13. Februar 1928 in Johannesburg, Südafrika; † 23. September 2011) war ein britischer Peer und Unternehmer.

## Leben
Douglas John Moray Stuart war der Sohn von Archibald John Morton Stuart, 19. Earl of Moray († 1974) und Mabel Helen Maud Wilson. Als Heir apparent seines Vaters führte er von 1943 bis 1974 den Höflichkeitstitel Lord Doune. Er erbte den Titel des Earl of Moray im Jahre 1974, nach dem Tod seines Vaters.
Er war das zweitälteste von vier Geschwistern; er hatte eine ältere Schwester, Hermione (1925–1969), die mit Friedrich Karl von Preußen (1919–2006) verheiratet war, und zwei jüngere Brüder, Charles und James. Sein Vater hatte im Jahre 1922 eine abgelegene Viehfarm, Saas Poste, im Osten der Kalahari-Wüste in Botswana, damals Protektorat Betschuanaland, erworben, die er bewirtschaftete. Seine Mutter Mabel Wilson, war die Tochter von Benjamin „Matabele“ Wilson, einem Forscher und frühen Einwanderer, der für Cecil Rhodes gearbeitet hatte und ein Freund von Lobengula, dem letzten König des Matabele-Königreichs, war.
Douglas John Moray Stuart wuchs an den Ufern des Flusses Limpopo auf; mit sieben Jahren schickte man ihn auf eine Privatschule (Prep School) nach Johannesburg. Er besuchte das Hilton College in Hilton, in der Provinz Natal. Nach seinem Abschluss dort kehrte er 1945 nach Schottland, in die Heimat seiner Vorfahren, zurück. Ab 1947 studierte er Geschichte am Trinity College der University of Cambridge; außerdem absolvierte er einen Studiengang im Bereich Immobilienverwaltung am Royal Agricultural College in Cirencester. Vom Militärdienst aufgrund seiner südafrikanischen Geburt befreit, trat er anschließend auf Anraten seines Vaters in das Familienunternehmen ein. Das Unternehmen leitete er gemeinsam mit seinem Vater, bis zu dessen Tod im Jahre 1974.
Douglas John Moray Stuart war Direktor (Director) und Vorstandsvorsitzender (Chairman) der 1924 gegründeten Moray Estates Development Company Limited, einer großen Immobilienverwaltungsgesellschaft zum Erhalt und zur Förderung des Familienbesitzes. Er leitete die Firma, die Landbesitzungen in Schottland, hauptsächlich in Moray, Perthshire und Inverness-shire unterhielt, insgesamt über 60 Jahre. Moray betrieb zunächst schwerpunktmäßig die klassischen Bereiche Vermietung und Verpachtung von Wohnungen und Farmen, Landwirtschaft und Forstwirtschaft. Später leitete er eine umfangreiche Diversifikation ein, konzentrierte seine Unternehmensinteressen auf Stadtentwicklung, Stadtplanung und Städtebau. In den 1960er Jahren gehörte die Errichtung der neuen Stadt Dalgety Bay, auf dem Anwesen Donibristle in Fife, zu den herausragenden Projekten des Familienunternehmens. Moray errichtete auch einen großanlegten Golfplatz, die Castle Stuart Golf Links; dort wurden 2011 die Scottish Open ausgetragen.
Erst wenige Jahre vor seinem Tod hatte er die Leitung des Unternehmens an seinen Sohn, John Douglas Stuart, übergeben, der ihn schließlich als 21. Earl of Moray beerbte.

## Mitgliedschaft im House of Lords
Mit dem Tod seines Vaters erbte er 1974 auch den Sitz seines Vaters im House of Lords. Er war von März 1974 bis November 1999 Mitglied des House of Lords. Er verlor seinen Sitz mit dem House of Lords Act 1999.

## Privates
Seit 1952 lebte Douglas Stuart auf dem Familienanwesen, Doune Castle. 1984 übertrug er Doune Castle, das seit 1570 in Familienbesitz gewesen war, an den Staat. Es wird nun von Historic Scotland, der zuständigen Behörde der Schottischen Regierung für die Erhaltung historischer Bauwerke, verwaltet.
Am 27. Januar 1964 heiratete er Lady Malvina Dorothea Murray (* 1936), die Tochter von Mungo Murray, 6. Earl of Mansfield und Dorothea Helena Carnegie. Aus der Ehe gingen zwei Kinder hervor: ein Sohn John Douglas (* 1966), jetzt 21. Earl of Moray, und eine Tochter, Louisa.
Douglas Stuart starb nach kurzer Krankheit im Alter von 83 Jahren.

## Trivia
Er begeisterte sich leidenschaftlich für den Autorennsport. Ein besonderes Faible hatte er für Rennwagen aus der Zeit vor dem Zweiten Weltkrieg. 1968 initiierte er das Autorennen Doune Hill Climb. 1970 gründete er das Doune Motor Museum, das 1998 geschlossen wurde. Das Doune Hill Climb-Rennen wird unter Leitung des Lothian Car Club jedoch weiterhin durchgeführt.